# Guy de Laval (mort en 1404)
Pour les articles homonymes, voir Guy de Laval.
Guy de Laval, (? - 1404), seigneur de Gavre. Il était le successeur prévu de son père Guy XII de Laval comme seigneur de Laval. 

## Famille
Son écusson était : de Laval à trois lambels, chargés de trois hermines; pour cimier un bourrelet d'or et casque ouvert de tous côtés, surmonté d'un lion entre ses panaches d'hermines ; pour support des lions.
- Fils de Guy XII de Laval et de Jeanne de Laval, veuve du connétable Bertrand Du Guesclin.

### Histoire
Guy de Laval avait paru avec éclat à la cour de Charles VI au commencement de l'année 1403, à la suite du duc Jean V de Bretagne, son proche parent, qui allait rendre hommage de son duché et épouser Jeanne de France, fille du roi de France.
André René Le Paige indique que Guy, seigneur de Gavre, dans le temps où il était fiancé à Catherine d'Alençon, tomba dans un puits en bas de la Grande Rue de Laval, en jouant à la paulme et mourut de cette chute. Sa fille Anne de Laval épouse Guy XIII de Laval.
Charles Maucourt de Bourjolly dit, d'après Jacques Le Blanc de La Vignolle, qu'on ne sait si le puits dans lequel il tomba était celui du bas de la Grande-Rue, ou celui qui existait sur la place au grain, près de l'hôtel de Loué ou de Montjean. Quoi qu'il en soit, on en retira le jeune
comte vivant; mais il mourut de ses blessures au bout de huit jours.
Pierre Le Baud, dans une chronique indique la succession de Guy XII : Le 25 mars 1403, Guy de Laval, fils de Guy XII, fut ensépulturé, auquel an advint par fortune adverse que ledit Guy (déjà fiancé à mademoiselle d'Alencon), ainsi qu'il s'esbatoit au jeu de paulme avec les nobles jouvenceaulx de son aage, comme il entendoit seulement à son jeu, en reculant pour cuider retourner son esteuf, il tumba à la renverse dedans un puits sans marzelle, ny oncques ne purent, ses gens assistans, mettre remède que là il ne perillast ; car il ne vesquit que huit jours après, de laquelle adventure les dits Guy et Jeanne de Laval, ses père et mère, furent oultre mesure dolents, et tout le cours de leur vie en portèrent tristement la souvenance. Cette adventure ainsi advenue, demeura mademoiselle Anne de Laval, sœur dudit Guy de Laval, seule fille desdits Monsieur Guy et Madame Jeanne, leur présomptive héritière, laquelle fut adoncques demandée à femme, de plusieurs grands princes et seigneurs, mesmement de ducs et de comtes du sang de France; mais entre autres la demanda Jean de Montfort Kergorlay, fils de Monsieur Raoul de Montfort, seigneur dudit lieu de Lohéac et de la Roche-Bernard, auquel mesdits seigneurs et dame de Laval enclinèrent leur courage plus qu'à nul autre. Estoient Jean de Montfort et Anne de Laval de même lignage.
Jeanne de Laval n'eut que son cœur déposé à l'abbaye de Clermont près de Guy XII, son mari ; son corps fut inhumé en son église des Cordeliers de Laval, sous un splendide tombeau émaillé ou étaient figurés à ses côtés deux de ses enfants Guy et François, morts au berceau. Le portrait de Guy se voyait sur les vitraux peints de la grande fenêtre au fond du chœur.
On lisait sur la tombe du seigneur de Gavre : CY GIST GUY, SIRE DE GAURE, SEUL FILS DES DITS GUY SEIGNEUR ET COMTE DE LAVAL ET DE DAME JEHANNE COMTESSE DUDIT LIEU DE LAVAL, QUI DÉCÉDA LE 25 DU MOIS DE MARS l'an 1407. PRIEZ DIEU POUR SON AME.